# Дяволска река
Дяволска река (или Яснополянска река, до 29 юни 1942 г. Алан Кайрак) е река в Югоизточна България, област Бургас – община Приморско, вливаща се в Дяволския залив на Черно море. Дължината ѝ е 37 км.
Дяволска река води началото си от извор-чешма на 440 м н.в. под името Дуденска река в рида Босна (част от Странджа), югоизточно от връх Чукара (466 м). До село Ясна поляна тече в гориста долина в североизточна посока. След селото завива на изток и от там до устието си образува широка заблатена долина, като коритото ѝ в този си участък е коригирано с водозащитни диги. Влива се в Дяволския залив на Черно море в чертите на град Приморско. Поради млади потъвания на земната кора устието ѝ е удавено и се е образувало Дяволско блато, обрасло с тръстика.
Площта на водосборния басейн на Дяволска река е 133 км2.
Границите на водосборния ѝ басейн са следните:
- на север и запад – с водосборния басейн на река Ропотамо;
- на югозапад, по билото на рида Босна – малка граница във водосборния басейн на река Велека;
- на юг и югоизток – с водосборния басейн на река Китенска река (Караагач).

Основни притоци: → ляв приток, ← десен приток
- → Страшнев дол
- → Пожарско
- → Осичовска река
- → Биволарско дере (влива се в язовир „Ясна поляна“)
- ← Краварско дере (влива се в язовир „Ясна поляна“)
- ← Стоманишки дол (влива се в язовир „Ясна поляна“)
- ← Зелениковска река (най-голям приток, 15,9 км)
- ← Гюргендере

Реката е с ясно изразен зимен максимум – януари и февруари и летен минимум – август, като често пресъхва в средното течение.
По течението на реката са разположени 2 населени места: село Ясна поляна и град Приморско.
На около 2 км преди село Ясна поляна по течението на реката е изграден големият язовир „Ясна поляна“, водите на който се използват за питейно водоснабдяване на почти всички селища по южното ни Черноморие, както и за напояване на земеделски земи.
Във водите на реката обитават речен и блатен кефал, черна мряна, бяла риба и др., обект на любителски риболов.

## Топографска карта
- Лист от карта K-35-68. Мащаб: 1 : 100 000.